# Patagona gigas
Patagona gigas (Vieillot, 1824) è la specie più grande della famiglia dei colibrì, per cui è detto anche colibrì gigante. È l'unico membro del genere Patagona.

## Descrizione
Pesa 19-21 grammi e misura 21 cm di lunghezza, circa le dimensioni di uno storno.

## Distribuzione e habitat
Vive in Sud America nella catena delle Ande, a quote dai 2.000 ai 3.800 metri, da Ecuador, Colombia e Perù sino al Cile e all'Argentina centrali.Argentina; Bolivia; Chile; Colombia; Ecuador; Peru

## Biologia
Le sue caratteristiche e abitudini di vita sono in gran parte simili a tutti gli altri membri della famiglia Trochilidae.

## Tassonomia
Sono note le seguenti sottospecie:
- Patagona gigas gigas (Vieillot, 1824)
- Patagona gigas peruviana Boucard, 1893